# Adolphe-Louis-Albert Perraud
Adolphe-Louis-Albert Perraud Orat. (ur. 7 lutego 1828 w Lyonie, zm. 10 lutego 1906 w Autun) – francuski duchowny katolicki, biskup Autun, członek Akademii Francuskiej, kardynał.

## Życiorys
Po ukończeniu edukacji był w latach 1850–1852 profesorem historii w liceum w Angers. W 1852 wstąpił do Oratorian św. Filipa Neri w Paryżu. Święcenia kapłańskie otrzymał 2 czerwca 1854. W 1865 uzyskał doktorat z teologii na Sorbonie. Pracował jako nauczyciel w niższym seminarium, a także jako kaznodzieja w wielu diecezjach francuskich. W latach 1866–1874 był profesorem historii Kościoła na Sorbonie. W 1870 został członkiem Komitetu Szkolnictwa Wyższego, a jak również kapelanem armii Mac Mahona.
Utrzymywał znajomość z gen. Władysławem Zamoyskim i jego rodziną, a po upadku powstania styczniowego roztaczał opiekę nad polskimi emigrantami w Paryżu.
4 maja 1874 otrzymał nominację na biskupa Autun. Sakry w kościele św. Sulpicjusza w Paryżu udzielił mu kardynał Joseph Hippolyte Guibert, arcybiskup Paryża. Od 8 czerwca 1882 był członkiem elitarnej Akademii Francuskiej. W latach 1884–1901 przełożony generalny swego zakonu. Podał się do dymisji z tego stanowiska, aby uniknąć podpisania wniosku o zezwolenie na działalność zakonu od rządu francuskiego. Na konsystorzu ze stycznia 1893 kreowany kardynałem, lecz nominację ogłoszono dopiero w 1895, był bowiem kardynałem in pectore. Brał udział w konklawe 1903, gdzie głośno sprzeciwiał się wykluczeniu kardynała Mariano Rampolla przez kardynała Puzynę. Pochowany został w Paray-le-Monial.